# Paul G. Smith
Paul G. Smith ( 1928 ) es un profesor, y botánico estadounidense.

## Algunas publicaciones
- william l. Sims, paul g. Smith. 1984. Growing peppers in California. Ed. Univ. of California. 11 pp.

- charles b. Heiser, paul g. Smith. 1953. The cultivated Capsicum peppers.

### Libros
- paul g. Smith, charles b. Heiser (jr.). 1951. Taxonomic and Genetic Studies on the Cultivated Peppers, Capsicum annuum L. and C. frutescens L.

- paul g. Smith, charles b. Heiser. 1957. Taxonomy of Capsicum sinense Jacq. and the geographic distribution of the cultivated Capsicum species.

- chawdhry muhammad Yaqub, paul g. Smith. 1971. Nature and inheritance of self-incompatibility in Capsicum pubescens and C. cardenasii. Ed. Univ. of Calif. 12 pp.

- paul g. Smith, j. e. Welch. 1963. Nomenclature of vegetables and condiment herbs grown in the United States. 14 pp.

- La abreviatura «P.G.Sm.» se emplea para indicar a Paul G. Smith como autoridad en la descripción y clasificación científica de los vegetales.[1]